# جيمس هولدر
جيمس هولدر (بالإنجليزية: James Holder)‏ هو متسابق دراجات نارية أسترالي، ولد في 7 مايو 1986 في سيدني في أستراليا.